# The Legend of Zelda: Oracle of Seasons och Oracle of Ages
| Recensioner     | Recensioner     |
| Recensionsbetyg | Recensionsbetyg |
| Publikation     | Betyg           |
| --------------- | --------------- |
| Gamespot        | [ 1 ] [ 2 ]     |
| IGN             | [ 3 ] [ 4 ]     |

The Legend of Zelda: Oracle of Seasons och Oracle of Ages är två TV-spel från Nintendo som släpptes till Game Boy Color under 2001. De går även under det inofficiella namnet Oracle-serien. 
I Oracle of Seasons får Link uppdraget att rädda årstidsoraklet Din och landet Holodrum med hjälp av Rod of Seasons; en spira som ändrar landets årstid om Link svingar den när han står på en stubbe, och i Oracle of Ages ska Link rädda tidsoraklet Nayru med hjälp av Harp of Ages, vilket är en harpa som förflyttar Link i tiden om han spelar på den på olika platser.

## The Legend of Zelda: Oracle of Seasons
The Legend of Zelda: Oracle of Seasons (förkortat OoS) handlar om hur Link träffar på årstidsoraklet Din i världen Holodrum. Deras möte blir inte långvarigt, då en ond varelse vid namn General Onox dyker upp och för bort Din. På grund av detta så blir det kaos i Holodrums årstider, eftersom det var Din som styrde över dessa. Link träffar nu på Impa, som var en hjälpreda till Din, och hon berättar att han måste gå och se Maku Tree som är i Horon Village. Väl där berättar Maku Tree att Link måste samla ihop åtta stycken Essences of Nature, som är gömda i grottor/tempel i både Holodrum och Subrosia (en lavafylld värld som existerar under Holodrum). Link måste nu ständigt och jämt ändra mellan de fyra årstiderna, med hjälp av Rod of Seasons, för att kunna avancera i spelet.
När Link har samlat ihop dessa åtta stycken Essences of Nature, så skapar Maku Tree en sak som kallas Huge Maku Seed. Denna rensar bort ondskan ifrån världen och tillåter Link att komma in i General Onox slott. Det är här han måste besegra General Onox för att kunna befria Din och göra så att årstiderna kommer tillbaka i sin rätta ordning igen.

## The Legend of Zelda: Oracle of Ages
The Legend of Zelda: Oracle of Ages (förkortat OoA) börjar med att Link ska rädda tidsoraklet Nayru i landet Labrynna. När Link kommer till Labrynna träffar han prinsessan Zeldas hjälpreda Impa, som skickats till landet för att rädda Nayru och ta henne till Hyrule för att beskydda henne. Dock är Impa i hemlighet besatt av den onda häxan Veran, som kidnappar Nayru och använder hennes krafter att orsaka kaos i Labrynnas nutid och dåtid. Link blir därefter hjälpt av Impa, som är fri från sin förtrollning, och ber Link att besöka det talande trädet Maku Tree som lever isolerat i den närliggande staden Lynna City. Maku Tree berättar för Link att han behöver samla ihop åtta stycken Essences of Time, som finns utspridda i olika grottor och tempel i Labrynnas nutid och dåtid. Skillnaderna mellan Labrynnas nutid och dåtid är stora, då det har gått cirka 400 år mellan dessa tidpunkter. Till exempel så är landets hav mindre i nutiden.
För att rädda Nayru infiltrerar han Queen Ambis slott och lyckas få bort Verans förtrollning på Nayru. Dock förtrollar Veran istället Queen Ambi och Link blir tvungen att samla ihop de två återstående Essences of Time. När detta väl är gjort så skapar Maku Tree ett magiskt frö som kallas Huge Maku Seed, vilket gör att Link får tillgång till Verans slott, The Black Tower. Det är nu upp till Link att besegra Veran och få bort hennes förtrollning på Queen Ambi.

## Bonusar

### Twinrova och Ganons återuppståndelse
Om man spelar spelen efter varandra så kan man länka samman den med ett lösenord. Man får då se Twinrova (känd från The Legend of Zelda: Ocarina of Time och The Legend of Zelda: Majora's Mask) fånga prinsessan Zelda för att återuppväcka Ganon, och Link blir nu tvungen att komma till hennes undsättning. Dock dyker en försvagad Ganon upp och Link måste nu även slåss mot honom. Efter att ha besegrat Ganon räddar han Zelda och spelen når sitt riktiga slut.

### Advance Shop
Om  spelen spelas på en Game Boy Advance får spelaren tillgång till en hemlig butik, som annars är låst om man spelar på ett Game Boy Color. Butiken är även låst i Virtual Console-versionen till Nintendo 3DS.

## Lansering
En utgåva begränsad till 500 exemplar med namnet The Legend of Zelda: Oracle of Ages / Oracle of Seasons Limited Edition lanserades 2001 i Europa. Förutom Oracle of Seasons och Oracle of Ages innehåller utgåvan även en t-shirt, två pins, två skins, två posters samt en bumerang, alla med The Legend of Zelda-tema.

## Utmärkelser
WatchMojo.com placerade Oracle of Seasons på plats 9 på deras lista "Top 10 Legend of Zelda Games".

## The Legend of Zelda: The Triforce Trilogy
The Legend of Zelda: The Triforce Trilogy var tre TV-spel från Nintendo som skulle ha släppts i början av 2000-talet. Detta var början till det som senare skulle bli känt som Oracle-serien.

### Bakgrund
I början av 2000-talet ville Nintendo göra tre stycken TV-spel till Game Boy Color. Detta skulle bli en trilogi som skulle heta The Legend of Zelda: The Triforce Trilogy och man skulle utveckla spelen tillsammans med Capcom. Spelen skulle ha följande namn:
- The Legend of Zelda: Mystical Seed of Courage
- The Legend of Zelda: Mystical Seed of Power
- The Legend of Zelda: Mystical Seed of Wisdom

När spelen sedan inte fungerade tillsammans på det sätt som Nintendo ville att de skulle påbörjades ett samarbete med Flagship istället. På grund av tekniska problem togs ett av spelen, The Legend of Zelda: Mystical Seed of Courage, bort och kvar blev de båda spelen The Legend of Zelda: Oracle of Seasons (tidigare The Legend of Zelda: Mystical Seed of Power) och The Legend of Zelda: Oracle of Ages (tidigare The Legend of Zelda: Mystical Seed of Wisdom) vilka går att koppla samman via lösenord eller länkkabel. 
Noterbart är att originalspelens namn är väldigt lika namnen på Trekraftens tre delar; Triforce of Courage, Triforce of Power och Triforce of Wisdom.

### The Legend of Zelda: Mystical Seed of Courage

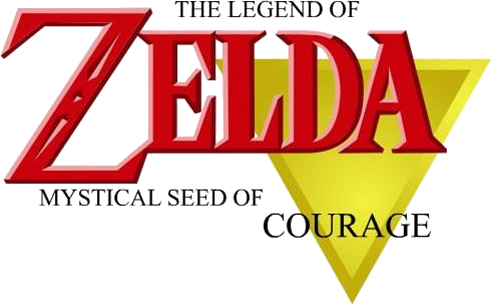
Logotypen för Mystical Seed of Courage; ett spel som var tänkt att vara en del av The Triforce Trilogy, men som aldrig utvecklades. Produktionen av spelet lades ned i juli 2000.

Det finns inte mycket information om hur spelet skulle ha sett ut eller vilka som skulle ha varit med i det förutom att Link skulle ha varit huvudpersonen och Farore skulle ha varit oraklet. Temat skulle ha haft mycket att göra med tidsresor och det skulle ha innehållit många klurigheter som endast kunde lösas under specifika tider på dygnet. Efter att produktionen av Mystical Seed of Courage lades ned i juli 2000 tog The Legend of Zelda: Mystical Seed of Wisdom, som från början skulle ha ett färgbaserat tema, över dess tidsresetema.
Det finns inga skärmdumpar från detta spel, men spelets logotyp färdigställdes. 